# Derilissus kremnobates
Derilissus kremnobates är en fiskart som beskrevs av Fraser, 1970. Derilissus kremnobates ingår i släktet Derilissus och familjen dubbelsugarfiskar. Inga underarter finns listade i Catalogue of Life.